# Нова Деревня (Парфінський район)
Нова Деревня (рос. Новая Деревня) — присілок в Парфінському районі Новгородської області Російської Федерації.
Населення становить 383 особи. Входить до складу муніципального утворення Полавське сільське поселення.

## Історія
Від 2004 року входить до складу муніципального утворення Полавське сільське поселення.

## Населення
| 2010 |
| ---- |
| 383  |